# Kanton Louvigné-du-Désert
Kanton Louvigné-du-Désert (francouzsky Canton de Louvigné-du-Désert) je francouzský kanton v departementu Ille-et-Vilaine v regionu Bretaň. Tvoří ho osm obcí.

## Obce kantonu
- La Bazouge-du-Désert
- Le Ferré
- Louvigné-du-Désert
- Mellé
- Monthault
- Poilley
- Saint-Georges-de-Reintembault
- Villamée